# Glottenham Castle
Glottenham Castle är ett slott i Storbritannien.   Det ligger i grevskapet East Sussex och riksdelen England, i den sydöstra delen av landet, 70 km sydost om huvudstaden London. Glottenham Castle ligger 47 meter över havet.
Terrängen runt Glottenham Castle är platt. Runt Glottenham Castle är det ganska tätbefolkat, med 166 invånare per kvadratkilometer. Närmaste större samhälle är Hastings, 15,3 km sydost om Glottenham Castle. Trakten runt Glottenham Castle består i huvudsak av gräsmarker.